# 毒舌
毒舌源自日本漢字詞彙，是一種使用尖酸刻薄的詞語對他人作出嚴厲批評及挖苦的說話風格。 有些綜藝節目的主持及評審以毒舌聞名，他們坦然直言自己的想法，因此吸引固定支持的觀眾；但他們的嚴厲批評有時過於苛刻，被對手指責為侮辱和誹謗，並被批評為沒有同理心及惡劣作風，招致其他觀眾的反感。

## 另見
- 吐槽
- 言語虐待
- 語言侮辱